# 羅斯希爾 (伊利諾伊州)
羅斯希爾（英語：Rose Hill）是位於美國伊利諾伊州傑斯帕縣的一個村落。

## 地理
羅斯希爾的座標為39°06′14″N 88°08′54″W / 39.10389°N 88.14833°W，而該地最高點為海拔高度172米（即564英尺）。

## 人口
根據2010年美國人口普查的數據，羅斯希爾的面積為1.64平方千米，當中陸地面積為1.64平方千米，而水域面積為0.00平方千米。當地共有人口80人，而人口密度為每平方千米48人。